# Burkhard Schacht
Burkhard Schacht (* in Essen) war/ist ein (ehemaliger) deutscher Fußballtrainer.
Schacht trainierte zunächst beim SUS 05 Essen, seine Sportlerkarriere begann er allerdings in der Jugend von Rot-Weiss Essen.
In der Saison 1983/84 trainierte er als Nachfolger von János Bédl im Januar und Februar Rot-Weiss Essen. Nach fünf Spielen wurde Siegfried Melzig sein Nachfolger, der jedoch den Abstieg in dieser Saison auch nicht verhindern konnte.